# Insulivitrina mascaensis
Insulivitrina mascaensis é uma espécie de gastrópode  da família Vitrinidae.
É endémica de Espanha.